# 독산 봉수지
독산 봉수지는 대한민국 경기도 포천시 신북면 기지리에 있는 봉수이다. 2012년 9월 10일 포천시의 향토유적 제51호로 지정되었다.

## 개요
독산 봉수 터는 '봉화뚝'이라고도 불린다. 독산(禿山) 정상에는 약 2,644.63m2[800평]의 대지가 조성되어 있는데, 산등성이부터 흙으로 쌓은 단을 형성하여 정상부를 확장하였다. 이곳에서는 포천 시내와 반월산성(半月山城), 신북면 일대가 잘 조망된다. 독산 봉수 터는 정상부의 동쪽에 양호하게 보존되어 있다.

## 같이 보기
- 포천 반월성 - 사적 제403호